# 서울 지하철 4호선
서울 지하철 4호선(서울 地下鐵 四號線)은 대한민국 서울특별시의 노원구 불암산역과 서울특별시의 서초구 남태령역을 잇는 서울특별시의 도시 철도 노선이다. 통행방향은 우측통행이다.

## 역사
- 1980년 2월: 당고개~사당 구간 착공
- 1983년 9월 13일: 당고개~사당 구간 역명 결정[2]
- 1985년 3월 1일: 갈월역에서 숙대입구역으로 변경[3]
- 1985년 4월 1일: 돈암역에서 성신여대입구역으로 변경[4]
- 1985년 4월 20일: 당고개~한성대입구(삼선교) 11.8km 구간 개통
- 1985년 10월 18일: 한성대입구~사당 16.5km 구간 개통으로 전 구간 개통[5]
- 1985년 10월 24일: 서울운동장역에서 동대문운동장역으로, 삼선교역에서 한성대입구역으로, 이수역에서 총신대입구역으로 변경[6]
- 1994년 4월 1일 : 과천선, 안산선과의 직결 운행을 위해 남태령역 신설

## 개요
서울 지하철 3호선과 함께 서울 지하철 2호선의 효율성을 극대화하고, 명동, 남대문 등 서울의 도심과 수유리, 미아리, 창동, 노원구 등의 강북의 도시 교통 음영 지역을 원활하게 이어주기 위해 건설되었다. 1975년 당시 서울특별시장 구자춘에 의하여 기존 지하철 건설 계획이 파기된 이후 1980년 3호선과 함께 건설업체 컨소시엄에 의해 사설 철도로 건설될 것이 발표되었다. 그러나 대기업의 부동산 투자를 제한하는 1978년 8월 8.8조치로 인하여 사철 건설을 통해 얻을 수 있는 수익은 대부분이 운임이 되면서 사업성이 떨어지게 되어 사철 건설은 실패하고, 서울특별시 지하철건설본부가 건설하고 서울특별시 지하철공사 (現 서울교통공사)가 운영하게 되었다. 최초 준공 구간은 당고개~한성대입구역으로, 1985년 4월에 한성대입구역 - 사당역이 개통되어 최종 준공됐다. 또한 1994년 4월 1일 과천선과의 연계를 위하여 남태령역을 신설하여 오늘에 이른다. 전 구간 스크린도어가 설치되어 있다.

## 특징

### 서울역 - 동작 구간
4호선을 계획할 당시, 본래의 노선 계획은 동대문운동장역에서 남산을 관통하여 용산구를 지난 후 강남으로 이어지는 것이었다. 그러나 주한미군 용산기지의 영내를 통과할 수 없어서 불가피하게 서쪽으로 우회하는 형태로 건설되게 되었다. 이로 인하여 수도권 전철 1호선과 운행 구간이 많이 중복되었고, 이들을 모두 환승역으로 건설할 수는 없었기 때문에 양끝의 이촌역과 동대문역, 중간 지점인 지하 서울역에서 환승하도록 하였다. 용산역과 신용산역, 남영역과 숙대입구역은 위치적으로 매우 근거리에 해당하나 환승체계가 구축되어 있지 않다. 현재는 경원선 용산역~지상 청량리 구간의 운행 계통이 1호선에서 경의중앙선이라는 독립된 계통으로 분리되어, 수도권 전철 1호선과의 환승은 동대문역과 서울역, 창동역에서 이루어진다.

### 한강 이남 구간
4호선의 한강 이남 구간은 동작역~사당역 구간 4.5km으로 짧은 편이다.

### 역 번호
서울 지하철 4호선이 사용하는 역 번호는 409번~434번이다. 405번~408번 이전은 진접선 불암산역 ~ 진접역 연장 구간에 부여되었으며, 435번~456번 이후로는 과천선과 안산선이 사용한다. 하행(오이도행)은 갈수록 역번호가 늘어나며 반대로 상행(진접행)은 갈수록 역번호가 줄어든다.

### 과천선 직결
대한민국 철도청(現 한국철도공사) 시절 철도법에 의하여 건설된 과천선과 서울특별시가 도시철도법에 의하여 건설한 4호선의 통행 방식 및 전력공급 방식이 달라 논의 끝에 결국 계획에 없던 입체 교차 터널 및 절연 구간을 신설하였다.

### 서울역 / 충무로 / 방학역 연결선
1985년 3·4호선 개통 당시 전동차 반입에 문제가 발생하였다. 1호선 지하 서울역과 4호선 서울역 구간은 역 승강장간 선로 고도 구배 30/1000(경사도 약 1.718358도)를 충족, 임시로 연결 터널과 선로를 활용하여 가설 차량을 반입하려 했으나, 지반 강도 문제로 계획을 취소하고 창동역(당시 경원선 전철도 창동역 종착) 북쪽에 임시 가설 선로와 중랑천 도하 교량을 설치 하여 3호선과 4호선 전동차를 창동기지로 반입하였다. 또한 충무로역과 동대문역 사이에서 3호선 충무로역 남단으로 루프식 연결 터널을 설치, 3호선 열차 반입 작업을 하였다. 현재 방학역 연결선이 동부간선도로 건설로 폐선된 상태이다.

## 사진

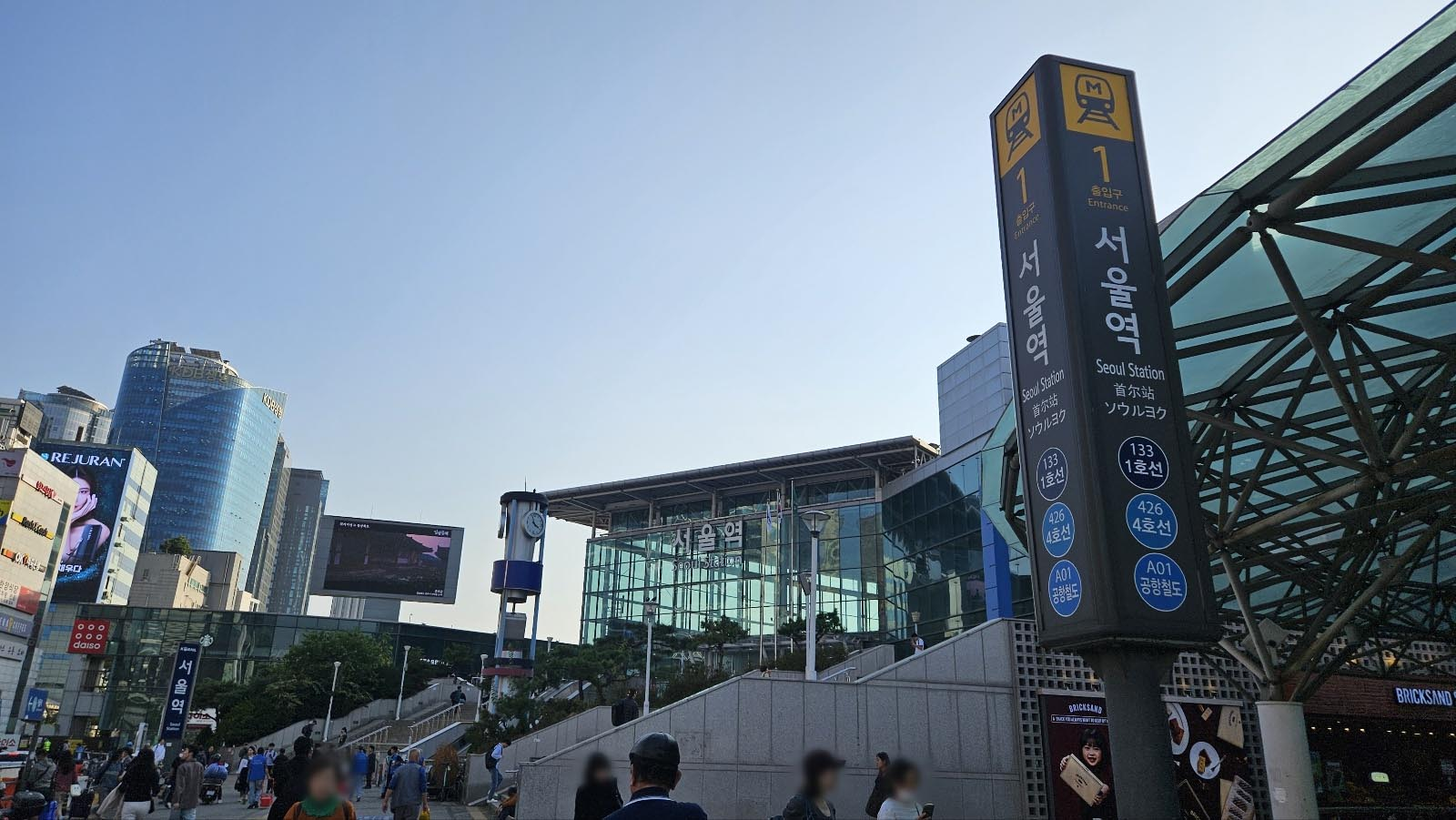
서울역 1번 출입구
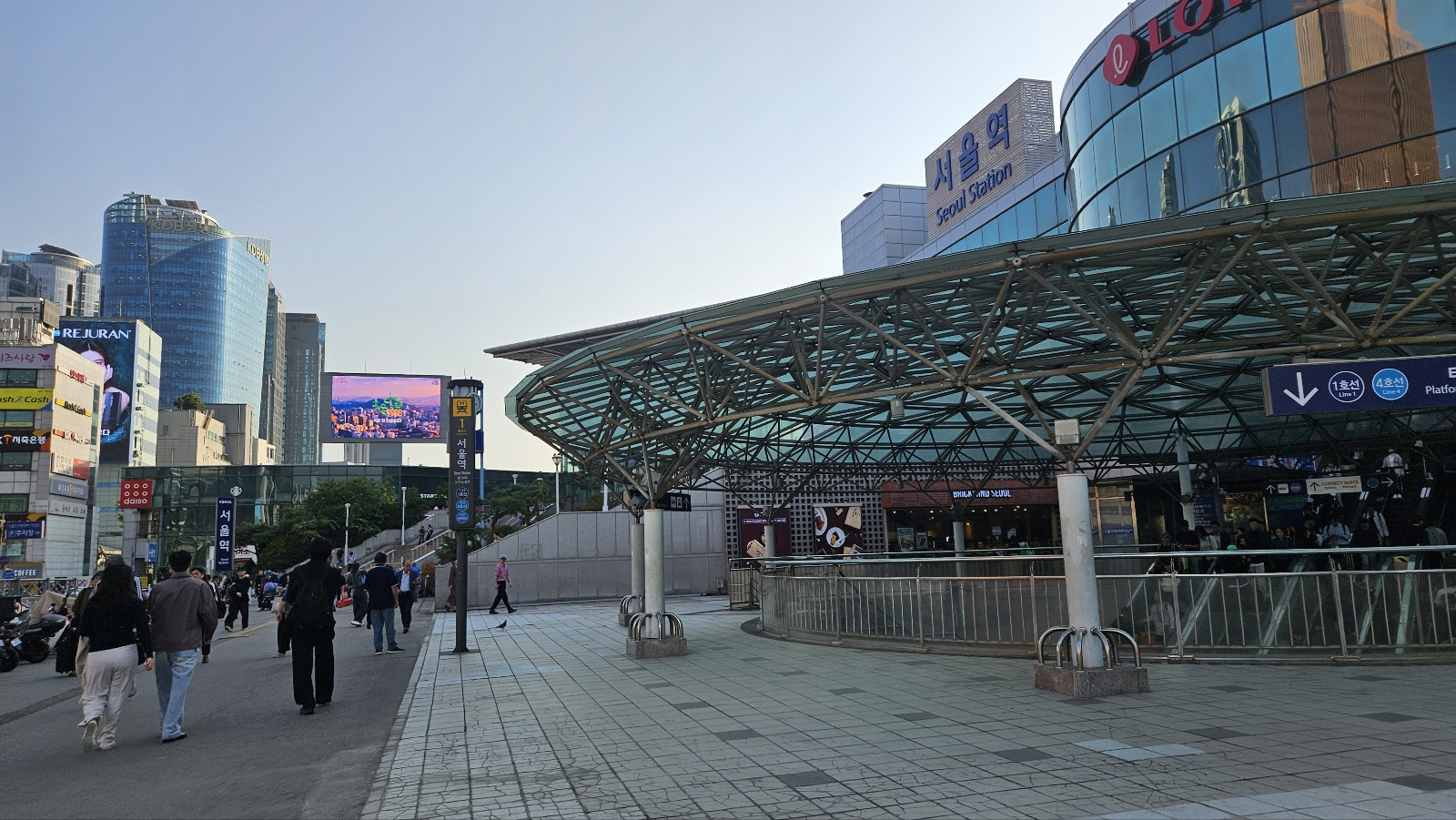
1,4호선 에스컬레이터구간
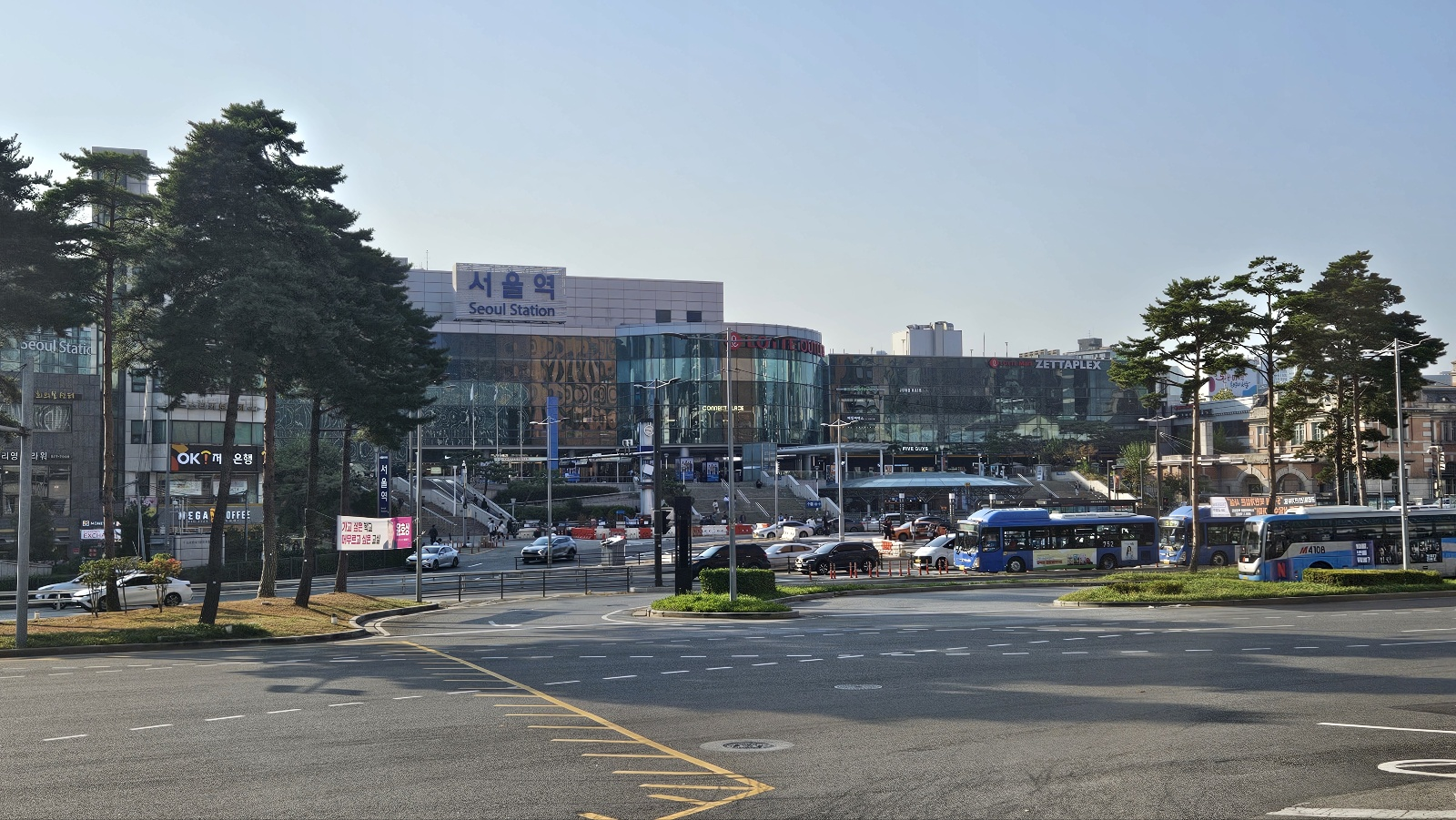
10번출구 측 남대문 경찰서에서 바라본 서울역
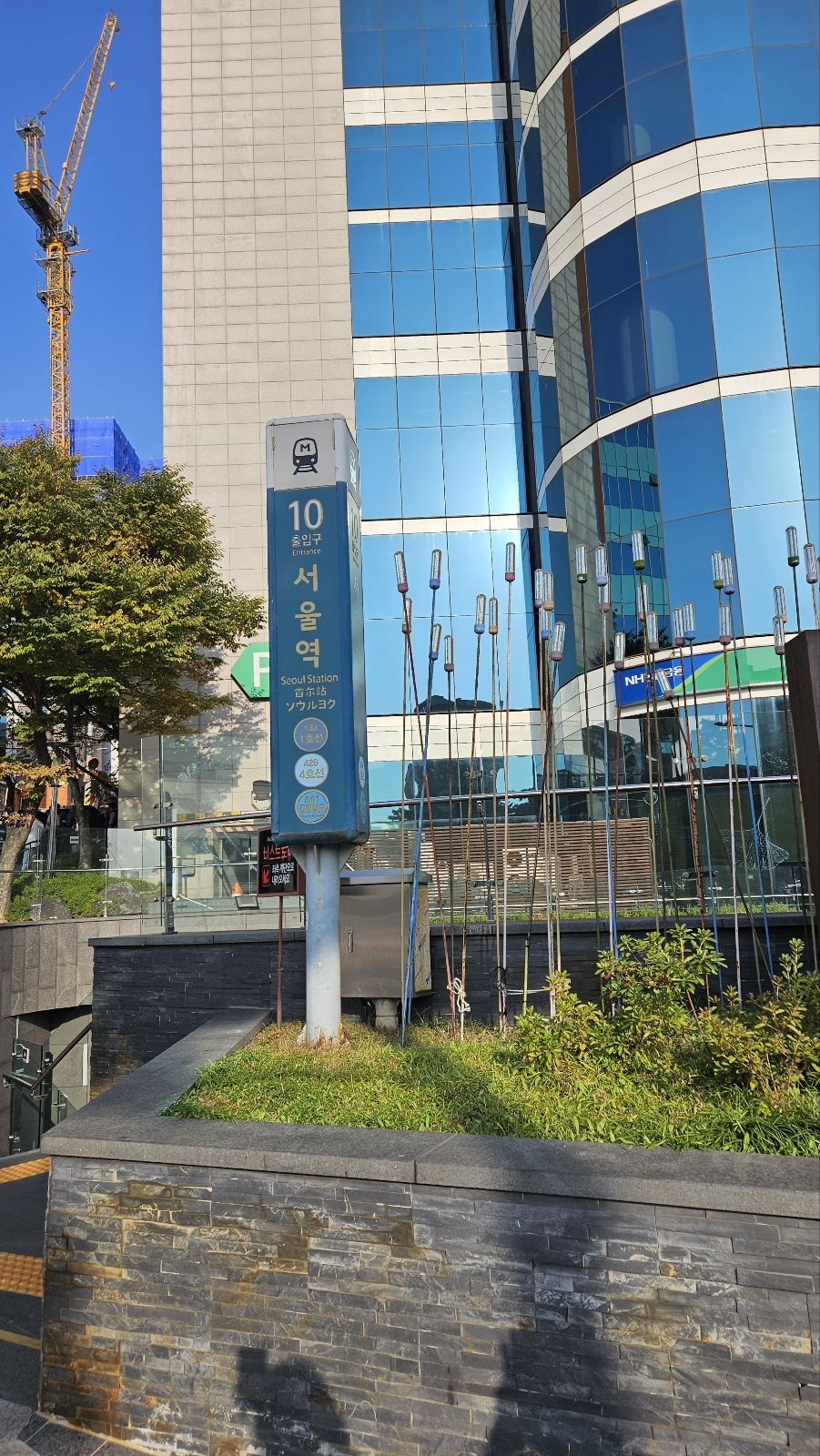
4호선 10번 출구

## 운영
서울교통공사에서 운영하고 있으며, 서울교통공사 소속 직류전용 전동차는 사당역까지 운행하며, 직·교류겸용 전동차는 과천선, 안산선 직결 운행으로 안산역, 오이도역까지 운행한다.

### 차량
- 서울교통공사 4000호대 VVVF 전동차 (401~426, 450~470, 481~485편성)
- 한국철도공사 341000호대 전동차

## 역 목록
| 역 번호                    | 역명                       | 로마자 역명                       | 한자 역명                  | 접속 노선                                                                                                  | 역간 거리                  | 영업 거리                  | 소재지                     | 소재지                     |                            |
| ↑ 진접선 별내별가람역 방면 | ↑ 진접선 별내별가람역 방면 | ↑ 진접선 별내별가람역 방면        | ↑ 진접선 별내별가람역 방면 | ↑ 진접선 별내별가람역 방면                                                                                 | ↑ 진접선 별내별가람역 방면 | ↑ 진접선 별내별가람역 방면 | ↑ 진접선 별내별가람역 방면 | ↑ 진접선 별내별가람역 방면 | ↑ 진접선 별내별가람역 방면 |
| -------------------------- | -------------------------- | --------------------------------- | -------------------------- | --- | -------------------------- | -------------------------- | -------------------------- | -------------------------- | -------------------------- |
| 409                        | 불암산(당고개)             | Buramsan(Danggogae)               | 佛巖山(당고개)             | | -                          | 0.0                        | 서울특별시                 | 노원구                     |                            |
| 410                        | 상계                       | Sanggye                           | 上溪                       | | 1.2                        | 1.2                        | 서울특별시                 | 노원구                     |                            |
| 411                        | 노원                       | Nowon                             | 蘆原                       | ● 서울 지하철 7호선                                                                                        | 1.0                        | 2.2                        | 서울특별시                 | 노원구                     |                            |
| 412                        | 창동                       | Chang-dong                        | 倉洞                       | ● 수도권 전철 1호선                                                                                        | 1.4                        | 3.6                        | 서울특별시                 | 도봉구                     |                            |
| 413                        | 쌍문                       | Ssangmun                          | 雙門                       | | 1.3                        | 4.9                        | 서울특별시                 | 도봉구                     |                            |
| 414                        | 수유(강북구청)             | Suyu (Gangbuk-gu Office)          | 水踰(江北區廳)             | | 1.5                        | 6.4                        | 서울특별시                 | 강북구                     |                            |
| 415                        | 미아(서울사이버대학)       | Mia (Seoul Cyber Univ.)           | 彌阿(서울사이버大學)       | | 1.4                        | 7.8                        | 서울특별시                 | 강북구                     |                            |
| 416                        | 미아사거리                 | Miasageori                        | 彌阿十字路口               | | 1.5                        | 9.3                        | 서울특별시                 | 강북구                     |                            |
| 417                        | 길음                       | Gireum                            | 吉音                       | | 1.3                        | 10.6                       | 서울특별시                 | 성북구                     |                            |
| 418                        | 성신여대입구(돈암)         | Sungshin Women's Univ. (Donam)    | 誠信女大入口(敦巖)         | ● 서울 경전철 우이신설선                                                                                   | 1.4                        | 12.0                       | 서울특별시                 | 성북구                     |                            |
| 419                        | 한성대입구(삼선교)         | Hansung Univ. (Samseongyo)        | 漢城大入口(三仙橋)         | | 1.0                        | 13.0                       | 서울특별시                 | 성북구                     |                            |
| 420                        | 혜화(서울대학교병원)       | Hyehwa                            | 惠化                       | | 0.9                        | 13.9                       | 서울특별시                 | 종로구                     |                            |
| 421                        | 동대문                     | Dongdaemun                        | 東大門                     | ● 수도권 전철 1호선                                                                                        | 1.5                        | 15.4                       | 서울특별시                 | 종로구                     |                            |
| 422                        | 동대문역사문화공원         | Dongdaemun History & Culture Park | 東大門歷史文化公園         | ● 서울 지하철 2호선 ● 수도권 전철 5호선                                                                    | 0.7                        | 16.1                       | 서울특별시                 | 중구                       |                            |
| 423                        | 충무로                     | Chungmuro                         | 忠武路                     | ● 수도권 전철 3호선                                                                                        | 1.3                        | 17.4                       | 서울특별시                 | 중구                       |                            |
| 424                        | 명동                       | Myeong-dong                       | 明洞                       | | 0.7                        | 18.1                       | 서울특별시                 | 중구                       |                            |
| 425                        | 회현(남대문시장)           | Hoehyeon (Namdaemun Market)       | 會賢(南大門市場)           | | 0.7                        | 18.8                       | 서울특별시                 | 중구                       |                            |
| 426                        | 서울역                     | Seoul Station                     | 首爾驛                     | ● 수도권 전철 1호선 ● 인천국제공항철도 ● 수도권 전철 경의·중앙선 경부선 경의선 ● 수도권 광역급행철도 A노선 | 0.9                        | 19.7                       | 서울특별시                 | 용산구                     |                            |
| 427                        | 숙대입구(갈월)             | Sookmyung Women's Univ. (Garwol)  | 淑大入口(葛月)             | | 1.0                        | 20.7                       | 서울특별시                 | 용산구                     |                            |
| 428                        | 삼각지                     | Samgakji                          | 三角地                     | ● 서울 지하철 6호선                                                                                        | 1.2                        | 21.9                       | 서울특별시                 | 용산구                     |                            |
| 429                        | 신용산                     | Sinyongsan                        | 新龍山                     | | 0.7                        | 22.6                       | 서울특별시                 | 용산구                     |                            |
| 430                        | 이촌(국립중앙박물관)       | Ichon (National Museum of Korea)  | 二村(國立中央博物館)       | ● 수도권 전철 경의·중앙선                                                                                  | 1.3                        | 23.9                       | 서울특별시                 | 용산구                     |                            |
| 431                        | 동작(현충원)               | Dongjak (Seoul National Cemetery) | 銅雀(顯忠院)               | ● 서울 지하철 9호선                                                                                        | 2.7                        | 26.6                       | 서울특별시                 | 동작구                     |                            |
| 432                        | 총신대입구(이수)           | Chongsin Univ. (Isu)              | 總神大入口(梨水)           | ● 서울 지하철 7호선 (이수역)                                                                               | 1.8                        | 28.4                       | 서울특별시                 | 동작구                     |                            |
| 433                        | 사당                       | Sadang                            | 舍堂                       | ● 서울 지하철 2호선                                                                                        | 1.1                        | 29.5                       | 서울특별시                 | 동작구                     |                            |
| 434                        | 남태령                     | Namtaeryeong                      | 南泰嶺                     | | 1.6                        | 31.1                       | 서울특별시                 | 서초구                     |                            |
| ↓ 과천선 선바위역 방면     |                            |                                   |                            | |                            |                            |                            |                            |                            |

## 이용객 변동
진접(경복대앞)~오이도 구간만 해당된다.
| 노선  | 노선   | 일평균 인원수 (명/일) | 일평균 인원수 (명/일) | 일평균 인원수 (명/일) | 일평균 인원수 (명/일) | 일평균 인원수 (명/일) | 일평균 인원수 (명/일) | 일평균 인원수 (명/일) | 일평균 인원수 (명/일) | 일평균 인원수 (명/일) | 일평균 인원수 (명/일) | 각주  |
| 노선  | 노선   | 2000년                | 2001년                | 2002년                | 2003년                | 2004년                | 2005년                | 2006년                | 2007년                | 2008년                | 2009년                | 각주  |
| ----- | ------ | --------------------- | --------------------- | --------------------- | --------------------- | --------------------- | --------------------- | --------------------- | --------------------- | --------------------- | --------------------- | ----- |
| 4호선 | 승차   | 631,638               | 632,293               | 641,039               | 628,342               | 638,702               | 630,800               | 627,585               | 614,859               | 604,256               | 611,036               | [ 8 ] |
| 4호선 | 하차   | 630,415               | 632,741               | 639,422               | 630,241               | 641,066               | 635,131               | 631,798               | 619,625               | 614,566               | 620,199               | [ 8 ] |
| 4호선 | 승하차 | 1,262,054             | 1,265,034             | 1,280,461             | 1,258,584             | 1,279,768             | 1,265,931             | 1,259,381             | 1,234,484             | 1,218,822             | 1,231,235             | [ 8 ] |
| 노선  | 노선   | 2010년                | 2011년                | 2012년                | 2013년                | 2014년                | 2015년                | 2016년                | 2017년                | 2018년                | 2019년                | [ 8 ] |
| 4호선 | 승차   | 622,237               | 632,985               | 626,110               | 626,536               | 631,110               | 615,418               | 614,292               | 596,182               | 577,521               | 577,994               | [ 8 ] |
| 4호선 | 하차   | 630,992               | 642,956               | 635,560               | 632,534               | 635,281               | 620,140               | 619,710               | 600,614               | 584,673               | 586,038               | [ 8 ] |
| 4호선 | 승하차 | 1,253,229             | 1,275,941             | 1,261,670             | 1,259,070             | 1,266,391             | 1,235,558             | 1,234,002             | 1,197,096             | 1,162,194             | 1,164,032             | [ 8 ] |
| 노선  | 노선   | 2020년                |                       |                       |                       |                       |                       |                       |                       |                       |                       | [ 8 ] |
| 4호선 | 승차   | 394,908               |                       |                       |                       |                       |                       |                       |                       |                       |                       | [ 8 ] |
| 4호선 | 하차   | 397,902               |                       |                       |                       |                       |                       |                       |                       |                       |                       | [ 8 ] |
| 4호선 | 승하차 | 792,810               |                       |                       |                       |                       |                       |                       |                       |                       |                       | [ 8 ] |

## 미래
2019년 2월 20일 ‘제2차 서울특별시 10개년 도시철도망 구축계획(안)’에 따라 전 구간 급행화할 계획이 있다.

## 같이 보기
- 수도권 전철 4호선
- 진접선
- 과천선
- 안산선
- 1기 지하철
- 사설 철도